# NGC 4274
NGC 4274 è una bella galassia a spirale barrata visibile nella costellazione della Chioma di Berenice.
Si individua con facilità, 1,5 gradi a NW della stella γ Comae Berenices; appare vista di prospettiva. Un telescopio da 150-200mm consente di notare la sua più tipica caratteristica: i suoi bracci formano con la barra un angolo di 90°, ripiegandosi poi in maniera perfettamente circolare attorno al nucleo; l'angolo di prospettiva è tale da far sembrare il nucleo circondato da un anello, che rende la galassia del tutto simile al pianeta Saturno. Le sue dimensioni reali sarebbero superiori a quelle dalla Galassia di Andromeda; dista dalla Via Lattea circa 85 milioni di anni luce.
Il 7 novembre 1999 fra i bracci della galassia fu osservata una supernova, catalogata come SN 1999ev, che raggiunse la magnitudine 16,9.